# FC Sopron
FC Sopron var en ungersk fotbollsklubb baserad i staden Sopron. Klubben bildades år 1921 och upplöstes 2008.
Klubben spelade i Borsodi liga och lagets hemarena ligger i Sopron. Arenan har en kapacitet på 6 500 besökare.

## Historia
- 1921 – Klubben grundas som Sopron SE
- 1945 - Klubben byter namn till Soproni Postás SE
- 1991 – Klubben byter namn till Soproni TSE
- 1994 – Klubben byter namn till MATÁV Sopron
- 2000 - Klubben byter namn till MATÁV Compaq Sopron
- 2002 - Klubben byter namn till MATÁV Sopron
- 2005 – Klubben byter namn till Sopron
- Januari 2008 - Klubben blir nedlagd